# Naturalnie Polska
Naturalnie Polska – polski program podróżniczo-przygodowy, emitowany był na Planete+. Cykl zrealizowany został przez dom produkcyjny Tv Working Studio.

## Opis serii
Prowadzący Łukasz Tulej, ekspert ds. survivalu przemierza najciekawsze regiony Polski. Są to często rejony oddalone od cywilizacji. W każdym odcinku poszukuje odpowiedniego miejsca do oryginalnego i niekonwencjonalnego noclegu oraz przygotowuje prosty, pożywny, traperski posiłek. Łukasz prezentuje również przydatne dla turystów ciekawostki i porady, które w różnych okolicznościach mogą okazać się nieocenione i niezastąpione.